# Цикл Ранкіна

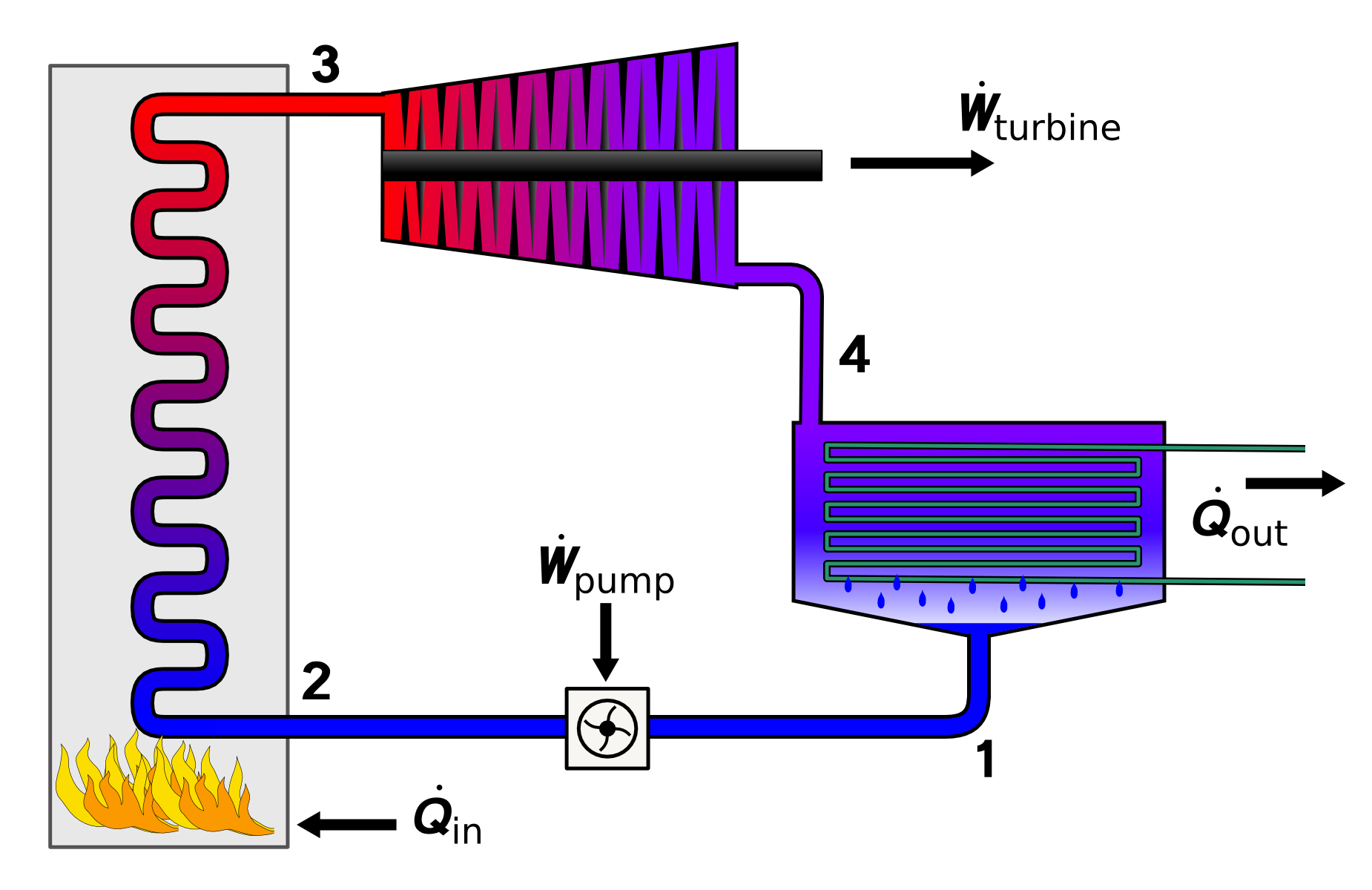
Структурна схема паросилової установки на базі чотирьох основних конструктивних складових, що використовуються при реалізації класичного циклу Ранкіна

Цикл Ранкіна (Ренкіна) (англ. Rankine cycle) або теорети́чний паросилови́й цикл — ідеалізований термодинамічний цикл перетворення теплової енергії в роботу (або навпаки) з використанням водяної пари. Цей цикл служить теоретичною основою для наближеного розрахунку реальних термодинамічних циклів, що здійснюються в паросилових установках.

## Історія
Цикл Ранкіна було запропоновано у середині XIX ст. шотландським інженером і фізиком В. Ранкіном. Станом на початок 2000-х років за циклом Ранкіна у різних його варіаціях, з використанням парових турбін, вироблялось близько 90 % всієї електроенергії, яка споживалась у світі, включаючи паросилові установки сонячних, атомних і теплових електростанцій, що використовують як паливо мазут, газ, вугілля або торф.

## Принцип роботи паросилової установки за циклом Ранкіна

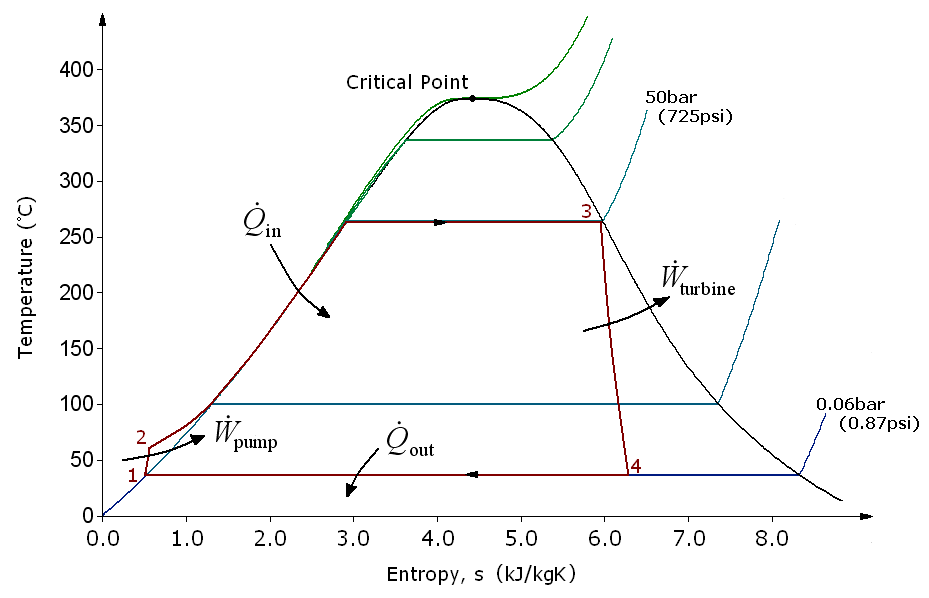
T-s діаграма базового циклу Ранкіна, що реалізується в діапазоні тисків 0,06…50 бар

Робоча рідина (вода) 1 за допомогою живильного насоса подається через патрубок 2 у котловий агрегат, де перетворюється у пару 3. Пара високого тиску і температури подається у соплові апарати турбіни, де відбувається перетворення потенційної енергії пари в кінетичну енергію потоку пари (швидкість потоку — надзвукова). Кінетична енергія надзвукового потоку перетворюється на лопатках турбіни в кінетичну енергію обертання колеса турбіни та у роботу, що затрачується на вироблення електричної енергії. Після турбіни пара 4 спрямовується у конденсатор. Це звичайний теплообмінник, усередині труб якого проходить охолодна вода, ззовні — водяна пара, що конденсується. Цей конденсат (вода) надходить у живильний насос, де відбувається збільшення тиску до номінальної (проектної) величини і цикл замикається.

## ККД циклу
Ефективність базового циклу Ранкіна обмежується величиною теплоти випаровування робочої рідини. Крім того, за умови, що тиск і температура не досягнуть критичного значення в паровому котлі, цикл може бути реалізованим у порівняно малому діапазоні температур: температура на вході у парову турбіну, становить переважно, близько 565 °C, і температура близько 30°С у конденсаторі пари. Це дає теоретичну максимальну ефективність парової турбіни за циклом Карно близько 63 % у порівнянні з фактичною загальною тепловою ефективністю лише до 42 % для сучасних вугільних теплових електростанцій. Завдяки низькотемпературному (у порівнянні з газовою турбіною) входу парової турбіни цикл Ранкіна часто використовується як допоміжний цикл для відновлення відведеного тепла при поєднанні з циклом газотурбінних установок.
Робоче тіло (вода) в циклі Ранкіна змінює свої стани по замкнутому циклу, який постійно повторюється. Густа пара води, яка часто спостерігається над електростанціями створюється системами охолодження атмосферним повітрям (градирнями) і являє собою засіб для (низькотемпературного) відведення тепла з виходу системи, що дозволяє у подальшому підведену теплову енергію на вході Qin перетворювати в корисну роботу (потужність). Ця теплота випуску позначена Qout і характеризується нижньою частиною циклу, показаного на діаграмі T(температура)-s(ентропія). Градирні працюють як великі теплообмінники, поглинаючи приховану теплоту випаровування робочої рідини і одночасно випаровуючи воду охолодження в атмосферу. Попри те, що в циклі Ранкіна як робоча рідина можуть бути використані різні види речовини, зазвичай обирають воду через її сприятливі властивості, такі як: нетоксичність та хімічна інертність, доступність і низька вартість, а також, її термодинамічні властивості. Після конденсації пари робочої рідини тиск на виході турбіни знижується, завдяки чому енергія, яка споживається насосом становить лише 1…3 % від вихідної потужності турбіни, що забезпечує вищу ефективність циклу. Ще однією перевагою циклу є відносно низька температура пари, що надходить у турбіну. Газові турбіни, наприклад, мають температуру на вході, яка наближається 1500 °C. Тим не менше, реальна теплова ефективність реальних великих парових електростанцій і великих сучасних газотурбінних установок є аналогічною.
Термодинамічні дослідження циклу Ранкіна показують, що його термодинамічна ефективність більшою мірою залежить від величин початкових та кінцевих параметрів (тиску і температури) пари:
{\displaystyle \eta _{therm}={\frac {{\dot {W}}_{thermal}-{\dot {W}}_{}}{{\dot {Q}}_{in}}}\approx {\frac {{\dot {W}}_{turb}}{{\dot {Q}}_{in}}}.}

## Процеси
Ідеальний цикл Ранкіна складається з наступних процесів:
- ізобара, лінія 2-3. Відбувається нагрівання й випаровування. У процесі затрачується теплота Qin.
- адіабата лінія 3-4. Процес розширення пари в турбіні, тобто приведення парою її у рух з віддачею потужності (Wturbine).
- ізобара лінія 4-1 Конденсація відпрацьованої пари з відведенням теплоти Qout водою охолодження.
- адіабата лінія 1-2. Стиснення сконденсованої води до початкового тиску у парогенераторі із затратою роботи Wpump.

## Реальний цикл Ранкіна

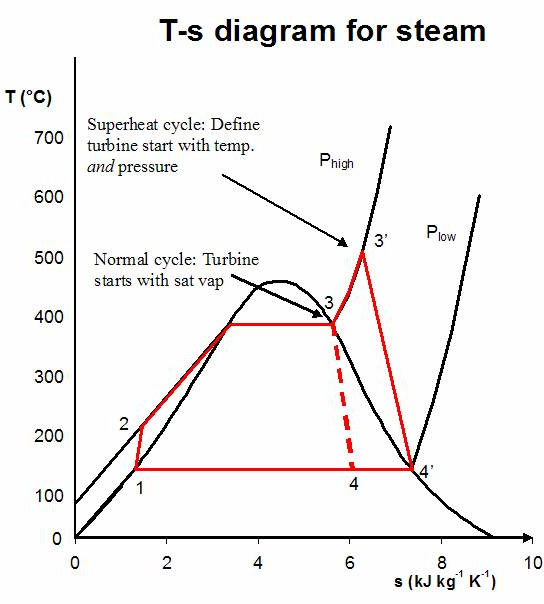
Цикл Ранкіна з пароперегріванням

У термодинамічному паросиловому циклі реальної електростанції (назва циклу ім'ям Ранкіна використовується зазвичай лише стосовно ідеального циклу), стиснення у насосі й розширення в турбіні не є ізоентропійним. Іншими словами, ці процеси не є оборотними і ентропія зростає протягом цих двох процесів. Це вимагає дещо більшої енергії для підведення до насоса, що зменшує відповідно енергію, яка виробляється турбіною.
Зокрема, ефективність парової турбіни буде обмежуватися утворенням крапель води. При конденсації води, її краплі можуть потрапляти на лопатки турбіни, які рухаються з високою швидкістю і викликає точкову корозію та ерозію, поступово зменшуючи термін служби лопаток турбін та її ККД. Найпростішим способом вирішення цієї проблеми є перегрівання пари. На T-s-діаграмі в умовах співіснування двох фаз (води і пари) в області стану 3, так і після розширення пара буде насиченою. За умови перегрівання, стан 3 зміститься вправо по діаграмі (точка 3') і пара буде залишатися сухою навіть після розширення (точка 4').

## Варіації базового циклу Ранкіна
Загальна термодинамічна ефективність (як і будь-якого термодинамічного циклу) може бути збільшена шляхом підвищення температури робочого тіла на вході у турбіну
{\displaystyle \left({\bar {T}}_{\mathit {in}}={\frac {\int _{2}^{3}T\,ds}{Q_{\mathit {in}}}}\right)}.
Зміщення величини температури пари в область перегріву є простим шляхом досягнути цього. Існує дві варіації базового циклу Ранкіна розроблені для збільшення термічної ефективності циклу таким шляхом.

### Цикл Ранкіна з додатковим пароперегріванням

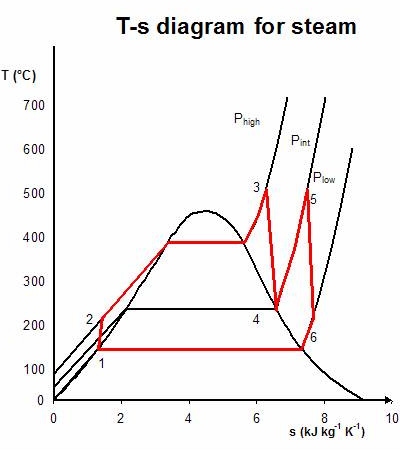
Цикл Ранкіна з додатковим пароперегріванням

Мета циклу з додатковим підігрівом полягає в усуненні вологи, присутньої в парі на заключних етапах процесу розширення. У цьому варіанті дві турбіни працюють послідовно. Перша приймає пару від котла при високому тиску. Після цього пара, що пройшла через першу турбіну, повторно входить в котел, де її нагрівають для проходження через другу турбіну з нижчим тиском. Температури повторного нагрівання дуже близькі або дорівнюють температурі на вході, тоді як оптимальний тиск повторного нагріву необхідний величиною у чверть від початкового тиску в котлі. Серед інших переваг — це запобігання конденсації пари при її розширенні і тим самим пошкодженню лопаток турбіни а також, підвищення ефективності циклу, за умови, що більша частина теплового потоку в циклі надходить при вищій температурі.
Цикл повторного розігрівання був вперше випробуваний у 1920-х роках, але він не знайшов застосування протягом тривалого часу через технічні труднощі. У 1940-х роках він викликав інтерес у зв'язку із зростанням виробництва котлів високого тиску, і в кінцевому підсумку подвійне підігрівання було впроваджене у 1950-х роках. Основна ідея подвійного підігрівання є підвищення середньої температури. Було встановлено, що більше ніж дві стадії повторного нагрівання не є доцільними, оскільки кожний наступний етап підвищує ефективність циклу лише у половину від попереднього. Сьогодні подвійне підігрівання зазвичай використовується на електростанціях, паросилові установки яких працюють під надкритичними тисками.

### Регенеративний цикл паротурбінної установки

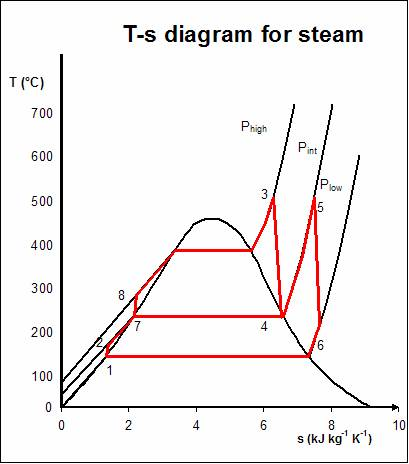
Регенеративний цикл Ранкіна

Регенеративним цикл називається так тому, що після виходу з конденсатора робоча рідина нагрівається парою, що випускають з гарячої частини циклу. На структурній схемі, рідину у стані позначеному точкою 2 змішують з рідиною у точці 4 (при тому ж тиску), з отриманням насиченої пари рідини у точці 7. Це називається «нагріванням прямим контактом». Регенеративний цикл Ранкіна (з невеликими змінами) зазвичай використовується в реальних електростанціях.
Інший варіант, де пара з простору поміж ступенями турбіни спрямовується у нагрівач живильної води для попереднього нагрівання води на шляху від конденсатора до котла. Такі регенеративні нагрівачі не змішують вхідну пару і конденсат, реалізуються у вигляді звичайних трубчастих теплообмінників, і називаються «закритими нагрівачами живильної води».
Такий спосіб нагрівання живильної води дає можливість збільшити середню температуру підведення теплоти у циклі і тим самим підвищити його ККД.

## Використання
Цикл Ранкіна знайшов застосування у сучасних теплових електростанціях високої потужності, що використовують як робоче тіло водяну пару.

## Зворотний цикл Ранкіна
При перебігу циклу Ранкіна у зворотному напрямі (1—4—3—2—1) він описує робочий процес холодильної машини з двофазним робочим тілом (яке зазнає у процесі фазових переходів від газу до рідини і навпаки). Холодильні машини, що працюють за цим циклом, з фреоном у ролі робочого тіла широко використовуються на практиці як побутові холодильники, кондиціонери та промислові рефрижератор з температурою морозильника до −40 °C.

## Інші рідини для циклу Ранкіна
У так званому «органічному циклі Ранкіна» замість води і її пари використовуються органічні рідини, наприклад н-пентан або толуол. Завдяки цьому стає можливим використовувати джерела, що мають низьку температуру, наприклад сонячні ставки (англ. solar pond), які зазвичай прогріваються до 70…90 °C. Термодинамічна ефективність такого варіанту циклу є невеликою, через низькі температури, однак низькотемпературні джерела тепла є значно дешевшими за високотемпературні.
Також цикл Ранкіна може використовуватись з рідинами, що мають вищу ніж у води температуру кипіння з метою отримання більшої ефективності. Прикладом таких машин є турбіна, що працює на парах ртуті (англ. mercury vapour turbine), що використовується як високотемпературна частина у ртутно-водяному бінарному циклі. Ртуть має невисокий тиск насичення при високих температурах й високі критичні параметри pкр=151 МПа (1540 кгс/см²), Ткр=1490° С, а за температури, наприклад, 550°С тиск насичення становить лише 1420 кПа (14,5 кгс/см²); це дозволяє здійснити цикл Ранкіна на насиченій ртутній парі без перегрівання з достатньо високим термічним ККД. Отже, ртуть як робоче тіло є придатною для верхньої (високотемпературної) частини циклу і є незадовільною для нижньої.